# 南勢林
南勢林，是臺灣苗栗縣苑裡鎮的一個傳統地域名稱，位於該鎮東南部。相較於今日行政區，其範圍大致與南勢里相近。

## 歷史
台灣清治末期至日治初期，南勢林地區為一街庄，稱為「南勢林庄」，隸屬於苗栗二堡。該庄北與石頭坑庄為鄰，東與拐仔湖庄為鄰，東南邊一小段與鯉魚潭庄為界，南邊隔大安溪與新店庄、土城庄為界，西邊為社苓庄，西北邊一小段與山腳庄為界。
1901年（日治明治三十四年）11月，該庄隸屬於苗栗廳。1909年（明治四十二年）10月，改隸屬於新竹廳。1920年（大正九年），該庄改制為「南勢林」大字，隸屬於新竹州苗栗郡苑裡庄。1943年，苑裡庄升格為苑裡街。
戰後苑裡街改制為苑裡鎮，隸屬於苗栗縣，大字亦改制為里。

## 交通
縣道140號有「苗栗縣南橫公路」的稱號，是苑裡南房至卓蘭的道路，大致以橫向經過本地區南部邊界地帶，向西轉西北可前往國道3號的苑裡交流道、省道台1線路口，最終於南房附近與省道台61線交會，往東轉東南可前往三義、卓蘭的大安溪北岸地帶，最終止於白布帆附近的鄉道中47線。